# Omar Zayrik
Omar Zayrik es un jinete mexicano que compitió en la modalidad de doma. Ganó una medalla de bronce en los Juegos Panamericanos de 2003, en la prueba por equipos.

## Palmarés internacional
| Juegos Panamericanos | Juegos Panamericanos            | Juegos Panamericanos | Juegos Panamericanos |
| Año                  | Lugar                           | Medalla              | Categoría            |
| -------------------- | ------------------------------- | -------------------- | -------------------- |
| 2003                 | Santo Domingo (Rep. Dominicana) | Medalla de bronce    | Por equipos          |